# The Grandmaster
The Grandmaster és una pel·lícula dramàtica d'arts marcials hongkonesa de 2013, basada en la vida del gran mestre de wing chun, Ip Man. La pel·lícula va ser dirigida i escrita per Wong Kar-wai i protagonitzada per Tony Leung com a Ip Man. Va ser llançat el 8 de gener de 2013 a la Xina. Aquesta pel·lícula ha estat doblada al català.
Va ser la pel·lícula d'obertura en el 63è Festival Internacional de Cinema de Berlín al febrer de 2013. La pel·lícula va ser seleccionada com a part del Festival Internacional de Cinema d'Hong Kong 2013 The Weinstein Company va adquirir els drets de distribució internacional per a la pel·lícula. El film va ser seleccionat com l'entrada d'Hong Kong a la Millor pel·lícula de parla no anglesa en els 86è Premis de l'Acadèmia, arribant fins a la llista final del gener, però no va rebre la nominació. La pel·lícula va ser nominada a millor fotografia (Philippe Li Sourd) i millor disseny de vestuari (William Chang Suk Ping) en els 86è Premis de l'Acadèmia.

## Trama
La història se centra al voltant de dos mestres de kungfu, Ip Man (Tony Leung), l'home que va entrenar al llegendari Bruce Lee, i la contrincant Gong Er (Zhang Ziyi) que es reuneixen a la ciutat natal d'Ip Man poc abans de la invasió japonesa de 1936. El pare de Gong Er, un gran mestre de renom, també viatja a aquesta ciutat per a la cerimònia de la seva jubilació, que tindrà lloc en un llegendari bordell conegut com a "El pavelló d'or".
La història ens explica grans moments de la vida d'Ip Man, les seves experiències durant la segona guerra sinó-japonesa, la seva fugida cap a Hong Kong i els esdeveniments previs a la seva mort.

## Producció
La pel·lícula tingué un procés llarg en el seu desenvolupament, i va ser anunciada inicialment el 2008. La seva producció va patir grans retards, en part perquè Tony Leung es va trencar el braç mentre entrenava en Wing Chun. La pel·lícula és la producció més costosa de Wong. El director pretenia que la pel·lícula fos una gran col·laboració amb la indústria cinematogràfica de la Xina continental, i va destacar que l'enorme expansió i creixement en la indústria i el mercat cinematogràfics de la Xina en l'última dècada els ha proporcionat als cineastes recursos per realitzar pel·lícules que abans no eren possibles. Wong va declarar: "Les pel·lícules no només pertanyen al continent o a Hong Kong. Pertanyen a tots els xinesos i no només a un cert lloc en un moment determinat. És un llegat que ens pertany a tots".

## Música
La música està composta per Shigeru Umebayashi i Nathaniel Méchaly, amb dues peces de Ennio Morricone i el Stabat Mater original compost per Stefano Lentini. El Stabat Mater no està inclòs en el CD de la banda sonora i va ser publicat per separat per Milan Records com a "Stabat Mater" As Seen en "The Grandmaster" de Wong Kar Wai. Va aconseguir el número 1 en iTunes Original Score d'Hong Kong.

## Recepció
The Grandmaster va rebre reaccions generalment favorables dels crítics. La pel·lícula va rebre una qualificació d'aprovació del 75 % del lloc web agregador de ressenyes Rotten Tomatoes, amb base a 99 ressenyes amb un puntaje mitjana de 6,7/10.
Variety va donar a la pel·lícula una crítica positiva, afirmant que Wong "excedeix les expectatives amb 'The Grandmaster', convertint una saga d'acció dels anys 30 en una refinada peça de cinema comercial". La crítica també diu: "Amb una de les realitzacions més propulsores però etèries d'autèntiques arts marcials en pantalla, així com una fusió de la fisicalitat i la filosofia no aconseguida al cinema xinès des de les obres mestres de King Hu, l'anticipada pel·lícula segurament guanyarà nous conversos entre els fanàtics del gènere".
Mentre elogiava al Ip Man de Tony Leung i al Gong Er de Zhang Ziyi, qualificant a aquesta última de "més o menys completa i coherent", The Hollywood Reporter es va lamentar d'alguns dels personatges menys desenvolupats en afirmar que "no es pot dir el mateix d'altres personatges, com Razor de Chang Chen, un expert de l'escola de Bajiquan que se suposa que és un altre dels grans mestres. La Senyora Ip de Song Hye-kyo té només una presència superficial i bàsicament es torna invisible en la segona meitat de la pel·lícula".
L'actuació de Zhang Ziyi com a Gong Er ha estat lloada per crítics com Scott Bowles d'USA Today com el "descobriment" de la pel·lícula, i el seu personatge ha estat esmentat per crítics com Kenji Fujishima de Slant Magazine com la "veritable figura central" de la pel·lícula "malgrat el títol de la pel·lícula.
Owen Gleiberman de Entertainment Weekly va escriure: "la pel·lícula, malgrat algunes lluites esplèndides, és una confusió biohistórica que mai troba el seu centre".
The Grandmaster va recaptar HK $ 21.156.949 (USD $ 2,7 milions) en la taquilla d'Hong Kong, i va recaptar més de 312 milions de yuanes (USD $ 50 milions) en la taquilla de la Xina continental, USD $ 6.594.959 a Amèrica del Nord i USD $ 64.076.736 a tot el món, i, per tant, es va convertir en la pel·lícula més taquillera de Wong fins avui.